# Ijimadictyum
Ijimadictyum is een geslacht van sponsdieren uit de klasse van de Hexactinellida.

## Soort
- Ijimadictyum kurense (Ijima, 1927)